# Château de Stoerenbourg
 (novembre 2022).
Si vous disposez d'ouvrages ou d'articles de référence ou si vous connaissez des sites web de qualité traitant du thème abordé ici, merci de compléter l'article en donnant les références utiles à sa vérifiabilité et en les liant à la section « Notes et références ».

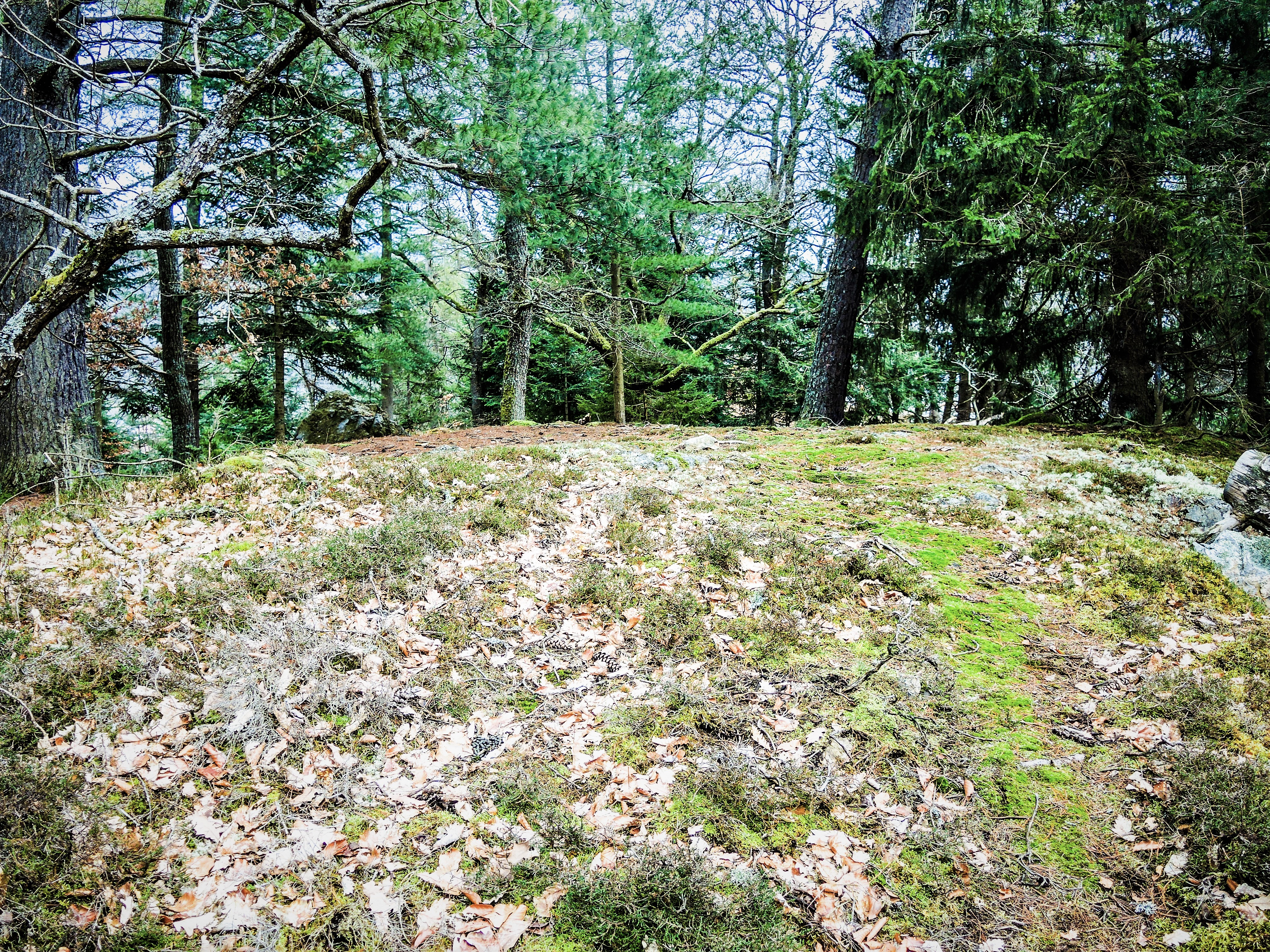
Partie sommitale de l'ancien château du Stoerenburg

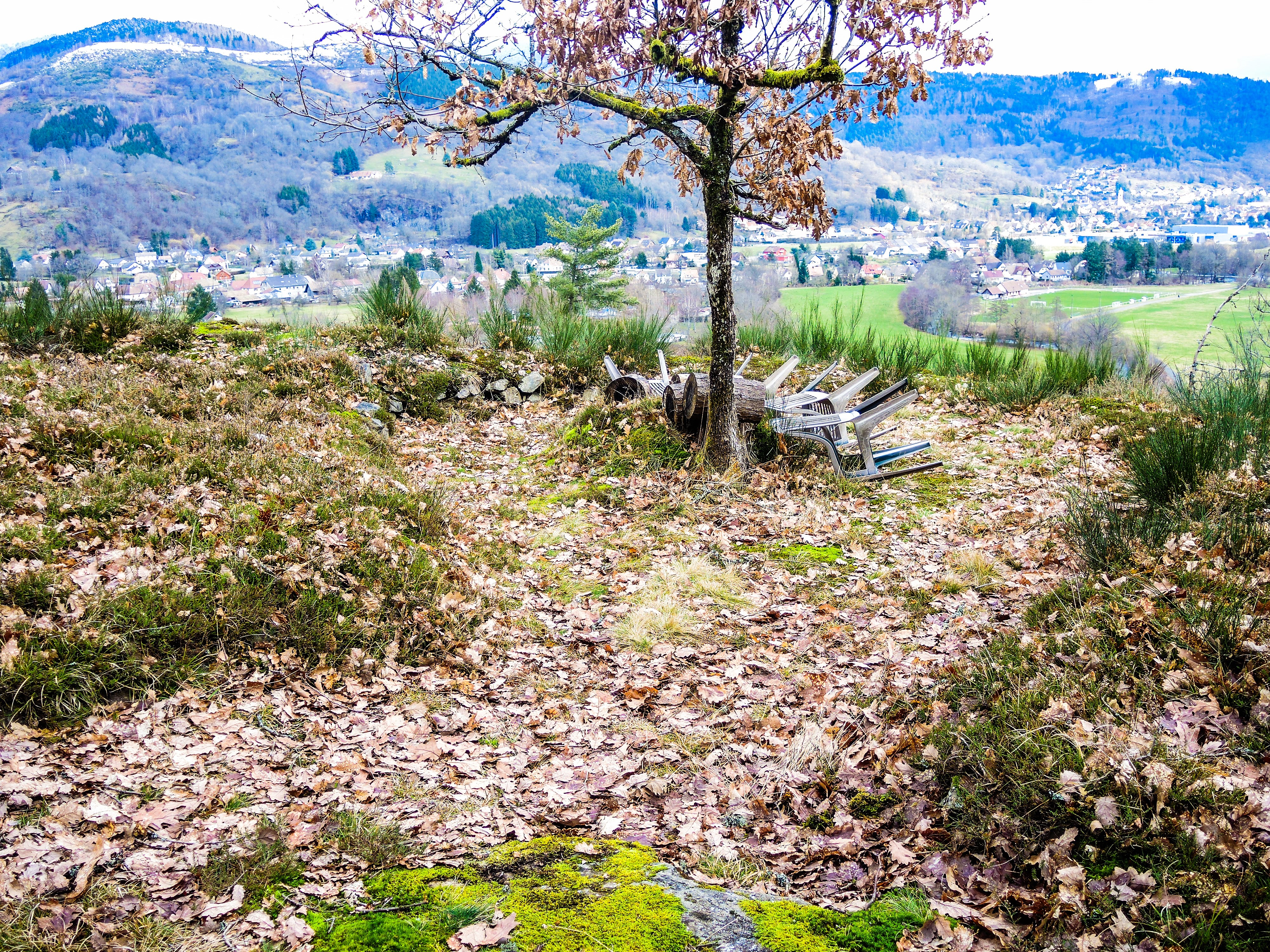
Emplacement de la tour sud de l'ancien château de Stoerenburg

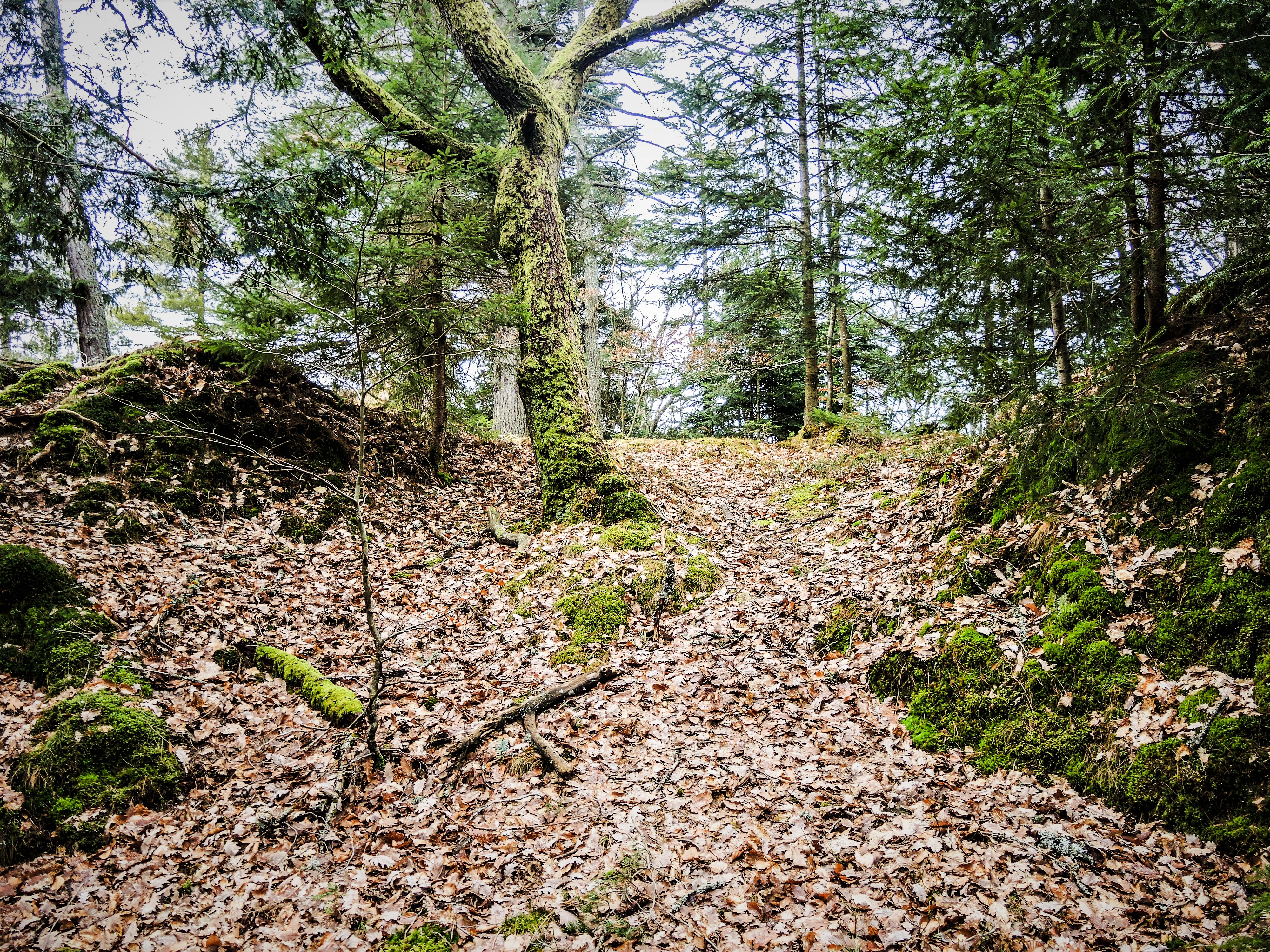
Seuil d'accès à la partie sommitale de l'ancien château de Stoerenburg

Le château du Stoerenbourg se trouve dans la commune française de Mitzach, dans le département du Haut-Rhin.

## Toponymie

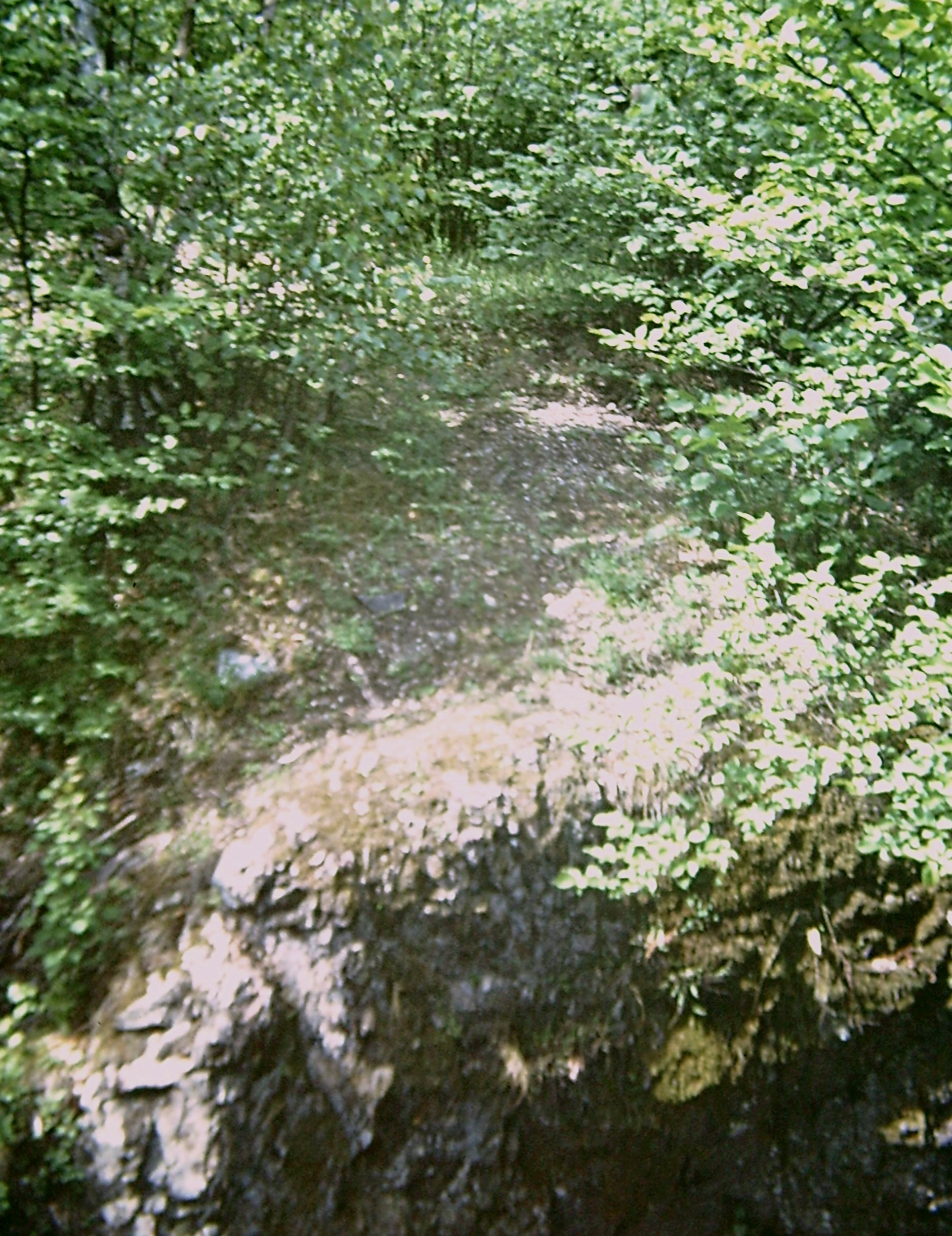
Fossé du Stoerenbourg

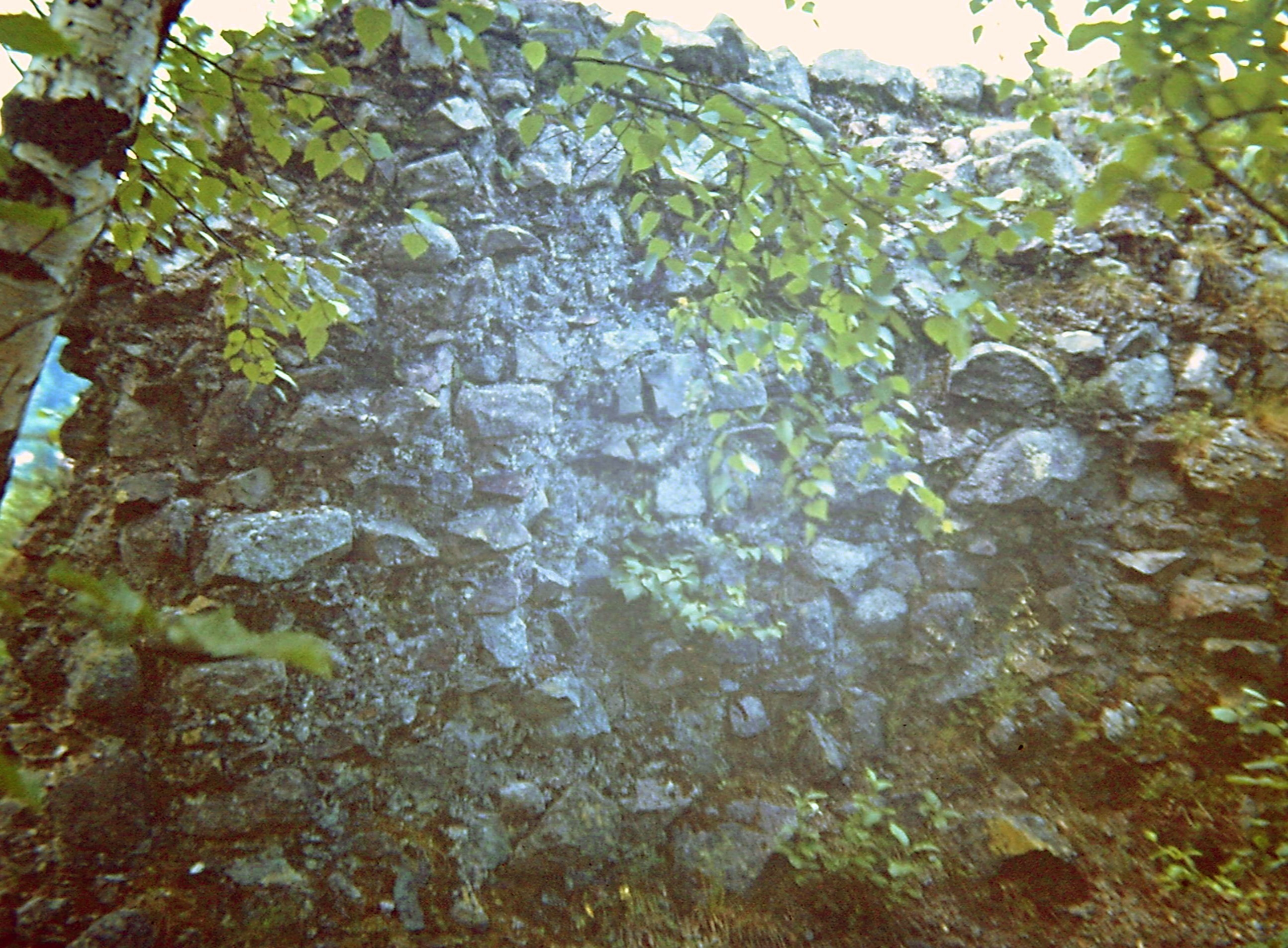
Mur d'enceinte du Stoerenbourg

Le Stoerenbourg tire son nom de celui de la famille qui y demeurait : les Stoer de Stoerenbourg.

## Situation géographique

### Position
Le château est en effet situé en zone forestière sur une colline à l'ouest du village de Mitzach, bien que dépendant du territoire de Husseren-Wesserling.

### Accès
L'accès au Stoerenbourg s'effectue à pied en empruntant un sentier au départ de l'actuel Domaine de Stoerenbourg. C'est une propriété privée.

## Histoire
Château fort cité dès 1395. Il est édifié par l'abbaye de Murbach pour surveiller le passage du col de Bussang. Jusqu'en 1576, le château s'appelle "Waldstein". Il prend ensuite le nom d'une famille vouée de l'abbaye, les Stoer de Stoerenbourg. Ceux-ci deviendront une des plus puissantes familles de haute Alsace. Le château passe ensuite aux mains des Waldner de Freundstein. Il est rasé en 1637 durant la guerre de Trente Ans. 
D'après une légende locale, le seigneur constructeur de la forteresse était très méchant. Il obligeait les paysans à lui donner leur lait qui entrait dans la constitution du mortier servant aux maçons...

## Éléments d'architecture
Il subsiste bien peu de vestiges du château implanté : un mur bas à l'extrémité de la faille profonde de cinq mètres et creusée à mains d'hommes pour séparer le rocher, en deux parties, ainsi que des éboulis recouverts par la végétation.